# Edison Andrino
Edison Adrião Andrino de Oliveira (Florianópolis, 18 de dezembro de 1945) é um advogado e político brasileiro filiado ao Movimento Democrático Brasileiro (MDB).

## Vida
Filho de Andrino Adrião de Oliveira e de Ruth Bastos de Oliveira, nasceu em Florianópolis. Andrino participou do XXX Congresso da União Nacional dos Estudantes em Ibiúna em 1968, como aluno de Economia na Universidade Federal de Santa Catarina. No ano seguinte iniciou sua vida empresarial no ramo de distribuição de combustíveis e derivados do petróleo, trocando a Economia pelo Direito. Fundador do MDB em Santa Catarina, formou-se advogado em 1972, mesmo ano em que foi eleito vereador na capital do estado, renovando o mandato em 1976. Nesse interregno, liderou a bancada de seu partido e foi presidente da Câmara Municipal. Devido à restauração do pluripartidarismo no início de 1980.

## Carreira
Foi fundador do Movimento Democrático Brasileiro (MDB) em Santa Catarina.
Foi vereador por duas legislaturas (1973-1977 e 1978-1982), e prefeito de Florianópolis entre 1986 e 1988.
Foi deputado à Assembleia Legislativa de Santa Catarina na 10ª legislatura (1983 — 1987), eleito pelo Partido do Movimento Democrático Brasileiro (PMDB).
Foi deputado à Câmara dos Deputados em quatro legislaturas: 49ª legislatura (1991 — 1995) (assumiu o cargo como suplente), 50ª legislatura (1995 — 1999), 51ª legislatura (1999 — 2003) e 52ª legislatura (2003 — 2007) (assumiu o cargo como suplente).
Foi deputado à Assembleia Legislativa de Santa Catarina na 16ª legislatura (2007 — 2011), como suplente convocado, e na 17ª legislatura (2011 — 2015).